# Vestfálský mír
Vestfálský mír, uzavřený 24. října 1648, byl soubor dvou smluv, Münsterské a Osnabrücké, ukončující třicetiletou a osmdesátiletou válku. První jednání byla započata už na začátku 40. let 17. století a byla vedena v zimě, zatímco v létě se bojovalo. Byl to jeden z nejvýznamnějších mezinárodních traktátů v historii novověké Evropy a první politicko-geografický mezník.

## Dvě města

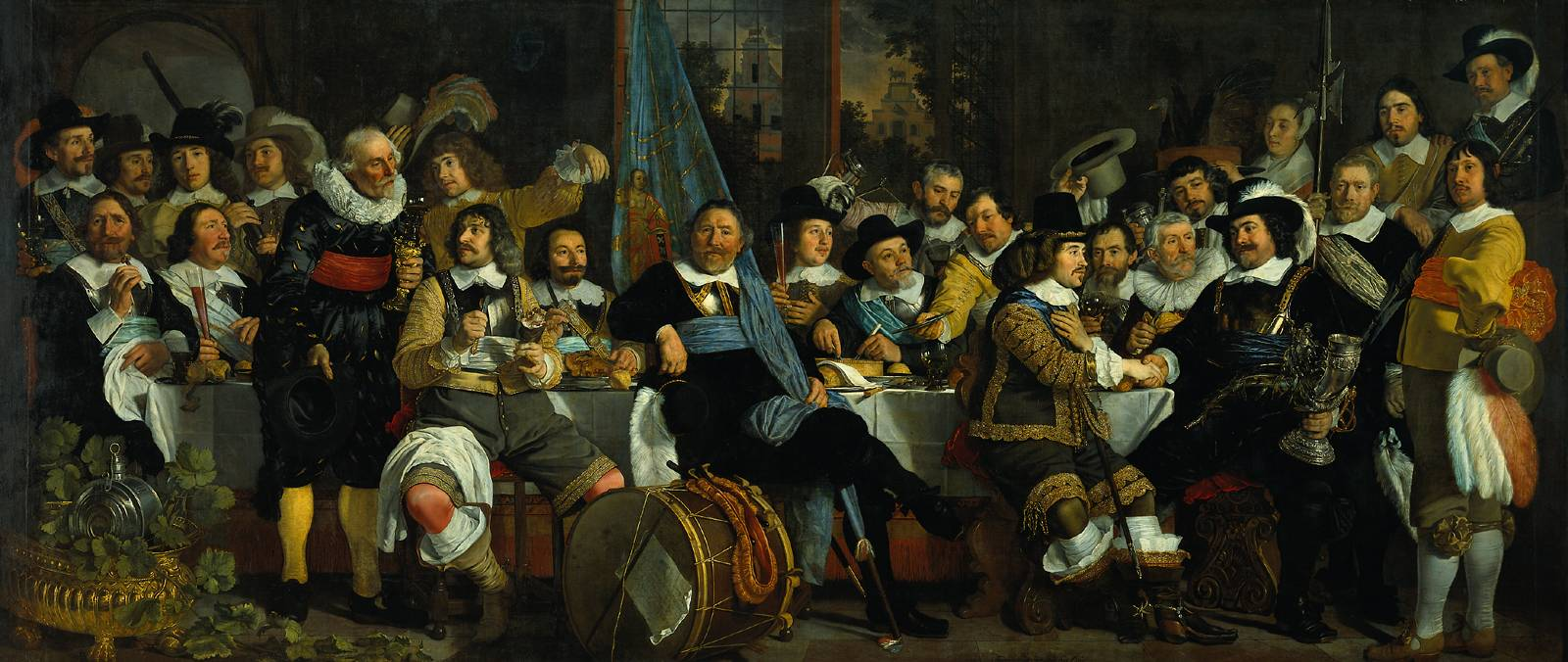
Jednání v Münsteru

Všechna jednání o míru byla vedena ve dvou německých městech, vzdálených padesát kilometrů od sebe: v Münsteru, který leží v dnešním Severním Porýní-Vestfálsku (odtud také vestfálský mír), a Osnabrücku, nacházejícím se v Dolním Sasku. Tato nejednotnost byla způsobena tím, že Švédsko upřednostňovalo protestantský Osnabrück, zatímco zástupci Francie katolický Münster, a vzhledem k neochotě katolických a protestantských vůdců se setkat došlo k oddělení táborů.

## Strany dohody
Dohody byly uzavřeny mezi Svatou říší římskou, reprezentovanou císařem Ferdinandem III. a dalšími německými knížaty, Španělskem, zástupci Francie Ludvíkem XIV. a kardinálem Julesem Mazarinem, delegáty Republiky spojených nizozemských provincií a Švédskem.

## Výsledek

### Náboženské změny ve Svaté říši
- Byla výrazně omezena moc císaře nad celou říší. Vládcové jednotlivých částí Svaté říše měli nově právo vládnout na svém území podle „cuius regio, eius religio“, neboli vyznávat vlastní náboženství. Z toho vyplývá i poněkud paradoxní situace: ač v ostatních částech říše vzniká náboženská svoboda, v zemích Koruny české a Rakouských dědičných zemích dochází nadále k upevňování pozice katolické církve.
- Jako třetí náboženství byl ustanoven kalvinismus.
- Křesťanům, kteří žili na území, kde nebylo jejich náboženství panovníkem podporováno, bylo povoleno sloužit mši na určeném místě v určenou hodinu.

### Územní změny

Mapa Svaté říše římské v roce 1648

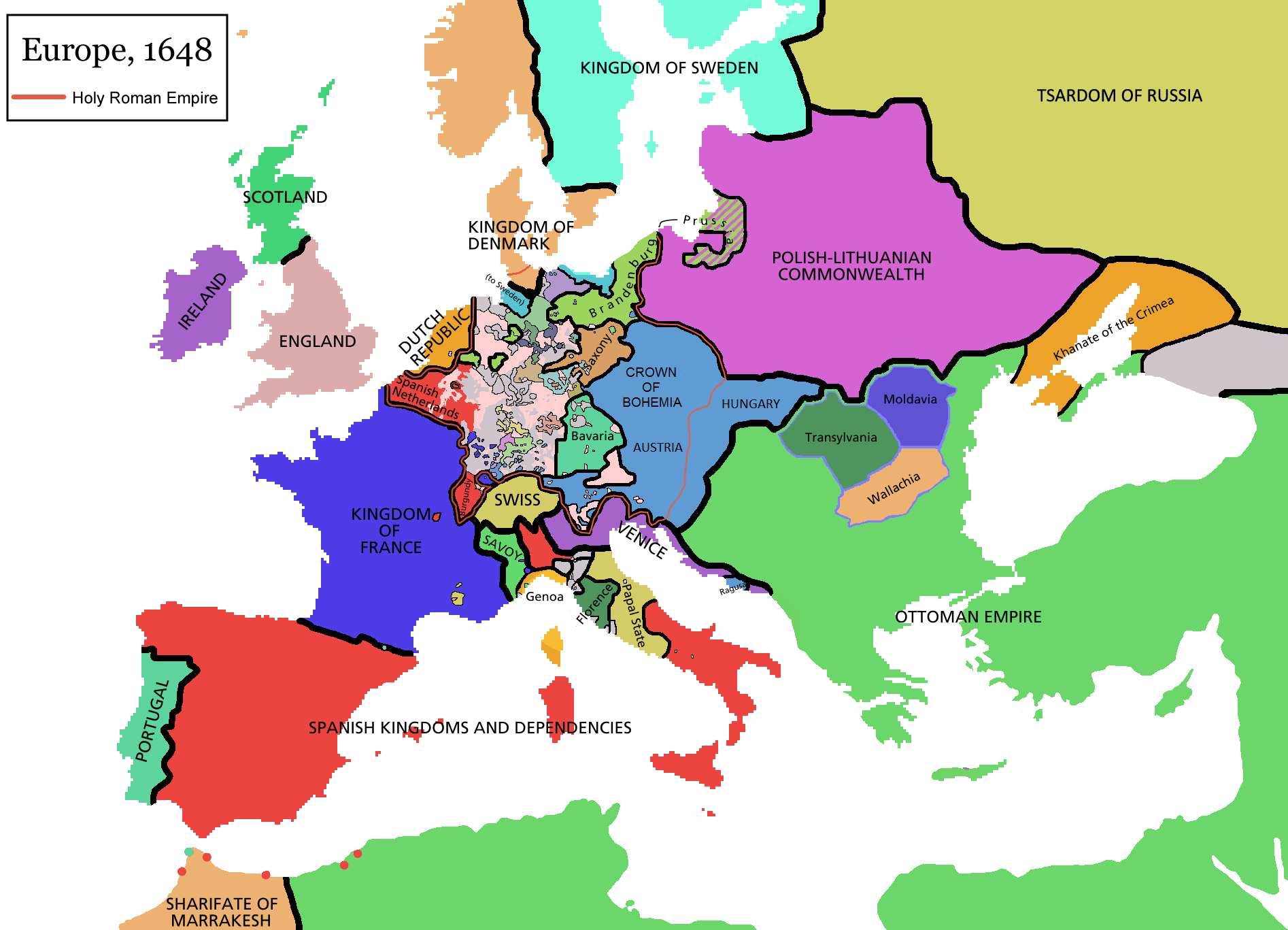
Zjednodušená mapa Evropy v roce 1648

- Švýcarské spříseženství, které bylo dlouhodobě fakticky nezávislé na Svaté říši římské bylo formálně uznáno za nezávislé.
- Nezávislost severního Nizozemí, které se v roce 1581 odtrhlo od Španělska, byla uznána jak Španělskem, tak Svatou říší římskou.
- Největší územní zisky si odnesla Francie, a to hlavně zásluhou kardinála Mazarina, v této době skutečného vládce Francie z důvodu nezletilosti krále Ludvíka XIV. Francouzi získali Trojbiskupství (zahrnující métské biskupství, toulské a verdunské) a města tzv. décapolu v Alsasku (vyjma Mylhúz).
- Švédsko spolu s dalšími odškodněními získalo například západní Pomořansko a dohromady získalo tři hlasy sněmu kurfiřtů.
- Bavorsko získalo hlas za Falcké kurfiřtství. Naopak syn Fridricha Falckého Karel I. Ludvík získal osmý hlas na sněmu kurfiřtů.
- Braniborsko-Prusko získalo Zadní Pomořansko, biskupství Magdeburské, Halberstadtské, Kaminské a Mindenské.
- Bylo ustanoveno, že vláda v Osnabrücké diecézi bude střídavě připadat katolíkům a protestantům – za předpokladu, že protestantští biskupové budou voleni z rodu Brunšvik-Lünenburg.
- Byla uznána nezávislost města Brémy.
- Falc byla rozdělena na Horní a Dolní Falc. Dolní, u Rýna, získal syn Fridricha Falckého Karel I. Ludvík, tj. protestanti, a Horní si ponechal katolík Maxmilián I. Bavorský.
- Na Rýnu byl obnoven volný obchod, který byl z důvodu války blokován.
- Jednotlivé země Svaté říše římské získaly mezinárodní subjektivitu.

## Citát
K události se váže ideologicky zatížený citát komunistického ministra kultury Zdeňka Nejedlého:
| „ | Co byl vlastně Vestfálský mír?... Byl to náš první Mnichov. A za účasti či neúčasti týchž herců. | “ |
| — KOČÍ, Josef. Boje venkovského lidu v období temna: Povstání nevolníků v XVII. a XVIII. století. Naše vojsko, 1953. Str. 56 |                                                                                                  |   |